# Glockenstein (Bremen)

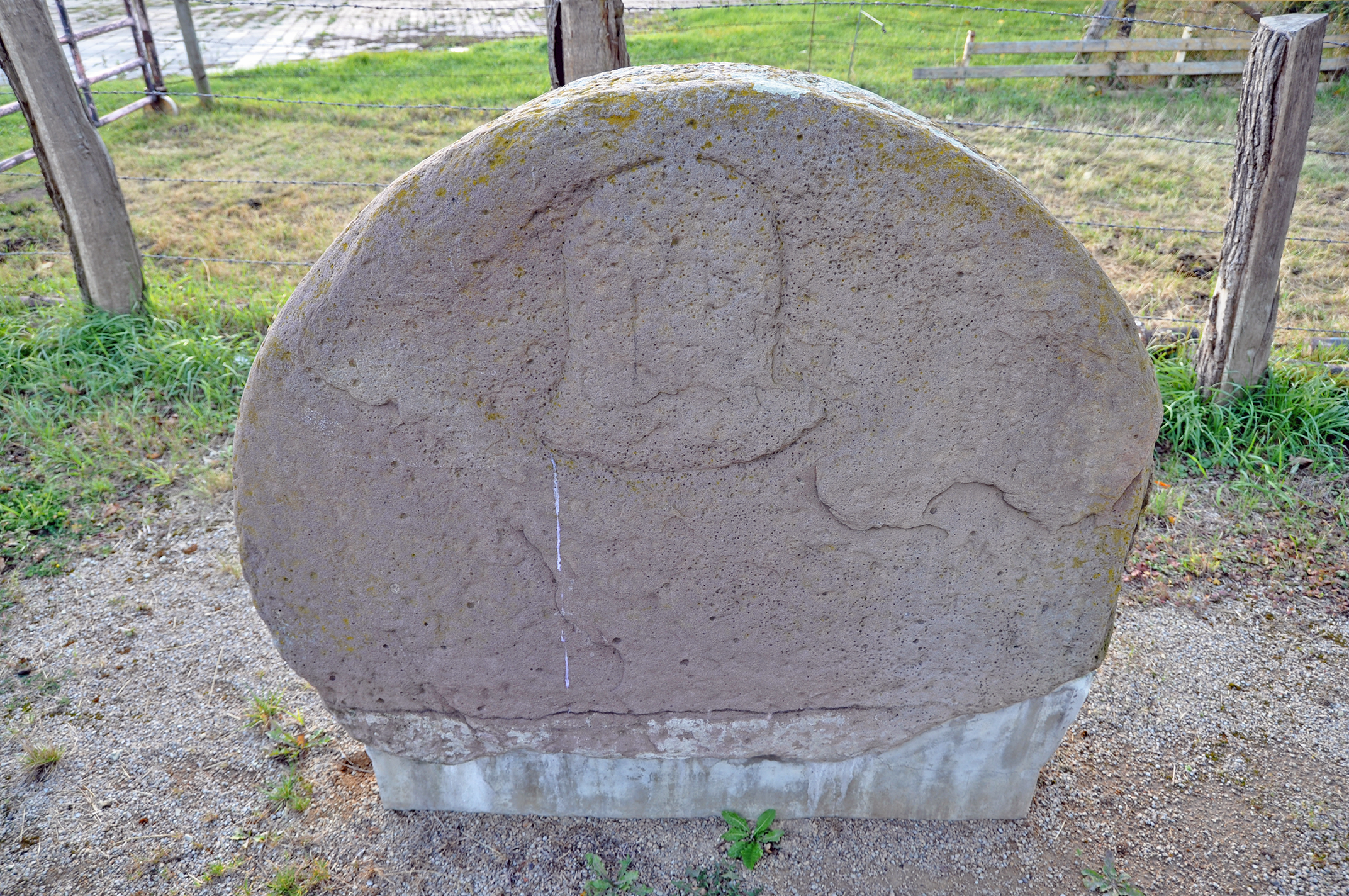
Glockenstein

Der  Glockenstein befindet sich in Bremen Seehausen, bei Am Glockenstein 32. Der Stein entstand 1357.

Er steht seit 1973 unter Bremer Denkmalschutz.

## Geschichte
Der Glockenstein an einem Rastplatz wurde erstmals am 15. November 1682 in einem Protokoll der Wittheit als eine Lageangabe genannt. Der früher kreisrunde, graurote Sandstein mit 1,5 m Durchmesser und 26 bis 34 cm Stärke stammt von der Sandseite von Hasenbüren am linken Weserufer. 1929 wurde er an den heutigen erhöhten Standort im Außendeichsland der Weser gebracht. Vorderseitig ist die Reliefgestalt einer Glocke sichtbar nach einer Zeichnung  von 1774 vom Ingenieurkapitän Rudolph Ernst Schilling (1728–1774). Die Jahreszahl 1357 ist zu erkennen, darunter vielleicht der Rest des Bremer Schlüssels auf dem Bremer Wappen. Die andere Seite trägt drei verwitterte Zeilen in gotischen Minuskeln aus dem 14. Jahrhundert.